# 石油の一滴は血の一滴
石油の一滴は血の一滴（せきゆのいってきはちのいってき）は、20世紀の戦時下において、資源としての石油の貴重さを訴えるために用いられたフレーズ。日本では「ガソリンの一滴は血の一滴」という形でも用いられた。

## 歴史

### 最初の使用例
1917年のフランスの大統領であったジョルジュ・クレマンソーが、アメリカ合衆国の大統領であったウッドロウ・ウィルソンに宛てた電報の中で述べられていた言葉である。第一次世界大戦ではドイツの猛攻に遭っていたフランスが、アメリカ合衆国に石油を求めてこのような電報を送っていた。第一次世界大戦の時代の世界においては、石油は戦況を左右するほどの重要な資源であった。

### 日本での使用
1920年ごろの日本では国内石油生産量は当時の国内での需要の75%ほどを賄っていた。内燃機関の発達とともに日本でも石油は重要な戦略物資となる。当時の世界では国際石油資本によって油田の開発から販売まで独占されていた。日本も樺太や南方に石油資源を求めて進出していった。
1936年に大阪乗合自動車は神戸製鋼所鳥羽電機製作所（現在のシンフォニア テクノロジー）の電気バスを導入する。ライバルの大阪市電気局も1943年まで鳥羽電機製作所の電気バスを導入している。電気バスは、こうした「石油の一滴は血の一滴」に象徴される石油保護の考えのもと、国策として推奨されていたとシンフォニアテクノロジーのウェブサイトは記載し、軍需品の生産に専念することになる1943年まで大阪以外の様々な地域の交通会社にも電気バスを製造して納入した。
日中戦争の開戦時点（1937年）では、日本は石油をアメリカ合衆国をはじめとする海外に依存しているという状態であった。1938年5月よりガソリンは購買券による配給制になる。この時点でのバスのガソリンは平時の17%程度の供給が規制された。しかし規制率は段階的に引き上げられ、同年10月には70%に達した。1941年8月にはアメリカ合衆国が、日本に石油を輸出しない戦略を発動したことから、北海道バス協会のウェブサイトでは「『ガソリン一滴、血の一滴』の標語のもと」でバスへのガソリン供給が10月には100%規制されたと記され、ガソリンに代わる燃料として木炭が使用されることとなった。石油の確保に迫られた日本は太平洋戦争の開戦に踏み切った。真珠湾攻撃をした直後には、日本はインドネシア（当時はオランダ領東インド）のロイヤル・ダッチ・シェルの製油所を占領した。パスカル･ヤン（山本博幸）は、当時の日本の行動について「石油の一滴は血の一滴だという言葉でいろいろなことが正当化されていたのだろう」と評している。
第二次世界大戦末期に、日本軍が実行した特別攻撃隊による航空機での体当たり攻撃に際しては、「片道しか燃料を入れなかった」と当時の整備兵は証言し、その背景に「石油の一滴は血の一滴と言って、いよいよない時分だった」と述べている。